# EKZ CrossTour 2018-2019
Navigation
2017-2018 2019-2020
L'EKZ CrossTour 2018-2019 est la cinquième édition de l’EKZ CrossTour. Il a lieu du 16 septembre 2018 à Baden au 2 janvier 2019 à Meilen. Elle comprend cinq manches masculines et féminines. Toutes les épreuves font partie du calendrier de la saison de cyclo-cross 2018-2019 masculine et féminine.

## Barème
Tous les participants de chaque course marquent des points pour le classement général suivant le tableau suivant :
| Position           | 1er | 2e | 3e | 4e | 5e | 6e | 7e | 8e | 9e | 10e | 11e | 12e | 13e | 14e | 15e | etc.      | à partir du 35e |
| Classement général | 100 | 80 | 70 | 65 | 60 | 58 | 56 | 54 | 52 | 50  | 48  | 46  | 44  | 42  | 40  | 38, 36... | 1               |

## Calendrier
| # | Date         | Course     |
| - | ------------ | ---------- |
| 1 | 16 septembre | Baden      |
| 2 | 7 octobre    | Aigle      |
| 3 | 18 novembre  | Hittnau    |
| 4 | 9 décembre   | Eschenbach |
| 5 | 2 janvier    | Meilen     |

## Hommes élites

### Résultats
| # | Date         | Lieu       | Vainqueur          | Deuxième           | Troisième             | Leader du classement général |
| - | ------------ | ---------- | ------------------ | ------------------ | --------------------- | ---------------------------- |
| 1 | 16 septembre | Baden      | David van der Poel | Nicola Rohrbach    | Dieter Vanthourenhout | David van der Poel           |
| 2 | 7 octobre    | Aigle      | Vincent Baestaens  | David van der Poel | Corné van Kessel      | David van der Poel           |
| 3 | 18 novembre  | Hittnau    | David van der Poel | Quinten Hermans    | Nicolas Cleppe        | David van der Poel           |
| 4 | 9 décembre   | Eschenbach | Lars Forster       | Quinten Hermans    | Sascha Weber          | David van der Poel           |
| 5 | 2 janvier    | Meilen     | Marcel Meisen      | Lars Forster       | Quinten Hermans       | David van der Poel           |

### Classement général
| Position | Coureur            | Points |
| -------- | ------------------ | ------ |
| 1        | David van der Poel | 345    |
| 2        | Lars Forster       | 305    |
| 3        | Jan Nesvadba       | 267    |
| 4        | Steve Chainel      | 231    |
| 5        | Quinten Hermans    | 230    |
| 6        | Marcel Wildhaber   | 230    |
| 7        | Sascha Weber       | 226    |
| 8        | Marcel Meisen      | 225    |
| 9        | Simon Zahner       | 224    |
| 10       | Timon Rüegg        | 218    |

## Femmes élites

### Résultats
| # | Date         | Lieu       | Vainqueur         | Deuxième          | Troisième         | Leader du classement général |
| - | ------------ | ---------- | ----------------- | ----------------- | ----------------- | ---------------------------- |
| 1 | 16 septembre | Baden      | Elisabeth Brandau | Pavla Havlíková   | Denise Betsema    | Elisabeth Brandau            |
| 2 | 7 octobre    | Aigle      | Denise Betsema    | Pavla Havlíková   | Helen Wyman       | Denise Betsema               |
| 3 | 18 novembre  | Hittnau    | Denise Betsema    | Aida Nuño Palacio | Christine Majerus | Denise Betsema               |
| 4 | 9 décembre   | Eschenbach | Denise Betsema    | Christine Majerus | Elisabeth Brandau | Denise Betsema               |
| 5 | 2 janvier    | Meilen     | Jolanda Neff      | Christine Majerus | Denise Betsema    | Denise Betsema               |

### Classement général
| Position | Coureur           | Points |
| -------- | ----------------- | ------ |
| 1        | Denise Betsema    | 440    |
| 2        | Pavla Havlíková   | 339    |
| 3        | Elisabeth Brandau | 318    |
| 4        | Nicole Koller     | 253    |
| 5        | Zina Barhoumi     | 240    |
| 6        | Noemi Rüegg       | 236    |
| 7        | Christine Majerus | 230    |
| 8        | Nadja Heigl       | 218    |
| 9        | Marlène Petit     | 198    |
| 10       | Marceline Devaux  | 190    |